# Liste der Kulturgüter in Tramelan
Die Liste der Kulturgüter in Tramelan enthält alle Objekte in der Gemeinde Tramelan im Kanton Bern, die gemäss der Haager Konvention zum Schutz von Kulturgut bei bewaffneten Konflikten, dem Bundesgesetz vom 20. Juni 2014 über den Schutz der Kulturgüter bei bewaffneten Konflikten sowie der Verordnung vom 29. Oktober 2014 über den Schutz der Kulturgüter bei bewaffneten Konflikten unter Schutz stehen.
Es sind weder A-Objekte noch B-Objekte auf dem Gemeindegebiet ausgewiesen, Objekte der Kategorie C fehlen zurzeit (Stand: 23. April 2024). Unter übrige Baudenkmäler sind Objekte zu finden, die im Bauinventar des Kantons Bern als «schützenswert» verzeichnet sind.

## Übrige Baudenkmäler
Hinweis: Als Objekt-Identifikator (ID) wird die Grundstücksnummer verwendet.
| ID   | Foto |                                                                          | Objekt | Typ | Standort                                 | Beschreibung |
| ---- | ---- | ------------------------------------------------------------------------ | --- | --- | ---------------------------------------- | ------------ |
| 44   | ja   | Datei hochladen · Wikidata zu Fabrikgebäude Uhrenmanufaktur (Q116762403) | Fabrikgebäude Uhrenmanufaktur (1919) / Bâtiment d'usine manufacture horlogère (1919)                       | G   | Grand-Rue 62 575168 / 230335             |              |
| 103  | BW   | Datei hochladen                                                          | Mehrfamilienhaus / Immeuble d'habitation                                                                   | G   | Grand-Rue 75 575080 / 230339             |              |
| 118  | BW   | Datei hochladen                                                          | Historistisches Gebäude / Bâtiment historiciste                                                            | G   | Rue du Pont 21 575076 / 230252           |              |
| 272  | BW   | Datei hochladen                                                          | Mechanische Fabrik (1918) / Fabrique de mécanique (1918)                                                   | G   | Chemin du Genièvre 6 575227 / 230175     |              |
| 448  | BW   | Datei hochladen                                                          | Ehemaliges Bauernhaus (Mitte 19. Jh.) / Ancienne ferme (milieu 19e s.)                                     | G   | Grand-Rue 35 575542 / 230322             |              |
| 456  | BW   | Datei hochladen                                                          | Bauernhaus (1780) / Ferme (1780)                                                                           | G   | Grand-Rue 25 575642 / 230358             |              |
| 1377 | BW   | Datei hochladen                                                          | Fabrikgebäude KTF (1959) / Fabrique KFT (1959)                                                             | G   | Rue de la Promenade 15 574264 / 230118   |              |
| 1430 | BW   | Datei hochladen                                                          | Wohnhaus (1958) / Maison d'habitation (1958)                                                               | G   | Rue du 26-Mars 42 575066 / 230624        |              |
| 1517 | BW   | Datei hochladen                                                          | Wohnhaus (1963) / Maison d'habitation (1963)                                                               | G   | Rue sous la Lampe 1 574276 / 230590      |              |
| 2167 | BW   | Datei hochladen                                                          | Wohnhaus / Bâtiment                                                                                        | G   | Rue des Prés 19 573866 / 230186          |              |
| 2184 | BW   | Datei hochladen                                                          | Ehemaliges Schulhaus (1843) / Ancienne école (1843)                                                        | G   | Rue du Collège 11 574063 / 230214        |              |
| 2184 | BW   | Datei hochladen                                                          | Turnhalle (1888) / Halle de gymnastique (1888)                                                             | G   | Rue du Collège 13 574075 / 230181        |              |
| 2206 | ja   | Datei hochladen                                                          | Fabrikgebäude Uhrenmanufaktur (1915) / Bâtiment d'usine manufacture horlogère (1915)                       | G   | Rue de l’Industrie 3, 3a 574038 / 230348 |              |
| 2253 | ja   | Datei hochladen                                                          | Reformierte Kirche (1844) / Temple protestant (1844)                                                       | G   | Grand-Rue 146 574155 / 230306            |              |
| 2274 | BW   | Datei hochladen                                                          | Ateliergebäude (1929) / Bâtiment d'ateliers (1929)                                                         | G   | Rue Virgile-Rossel 19 574141 / 230177    |              |
| 2307 | BW   | Datei hochladen                                                          | Uhrenfabrik / Fabrique d'horlogerie                                                                        | G   | Rue de la Promenade 29 574080 / 230057   |              |
| 2341 | BW   | Datei hochladen                                                          | Villa (Ende 19. Jh.) / Villa (fin 19e s.)                                                                  | G   | Rue Albert-Gobat 13 574440 / 230374      |              |
| 2350 | BW   | Datei hochladen                                                          | Wohn- und Geschäftshaus (Ende 19. Jh.) / Habitation collective et commerces (fin 19e s.)                   | G   | Grand-Rue 128 574333 / 230298            |              |
| 2351 | BW   | Datei hochladen                                                          | Wohn- und Geschäftshaus (Ende 19. Jh.) / Habitation collective et commerce (fin 19e s.)                    | G   | Grand-Rue 126 574363 / 230305            |              |
| 2358 | BW   | Datei hochladen                                                          | Wohnhaus (Ende 19. Jh.) / Habitation (fin du 19e s.)                                                       | G   | Grand-Rue 112 574503 / 230362            |              |
| 2360 | ja   | Datei hochladen · Wikidata zu Kirche Saint-Michel (Q55415408)            | Katholische Pfarrkirche Saint-Michel (1909/10) / Eglise paroissiale catholique Saint-Michel (1909/10)      | G   | Grand-Rue 108 574550 / 230361            |              |
| 2378 | BW   | Datei hochladen                                                          | Kino (1915) / Cinéma-habitation (1915)                                                                     | G   | Rue du Cinéma 1 574488 / 230276          |              |
| 2382 | BW   | Datei hochladen                                                          | Wohn- und Geschäftshaus (Ende 19. Jh.) / Habitation collective et commerces (fin 19e s.)                   | G   | Grand-Rue 135 574449 / 230310            |              |
| 2393 | BW   | Datei hochladen                                                          | Gästehaus (1889) / Maison d'accueil (1889)                                                                 | G   | Grand-Rue 157 574290 / 230274            |              |
| 2408 | BW   | Datei hochladen                                                          | Uhrenmanufaktur / Manufacture horlogère                                                                    | G   | Rue du Midi 13 574319 / 230208           |              |
| 2409 | BW   | Datei hochladen                                                          | Villa (um 1920) / Villa (vers 1920)                                                                        | G   | Rue du Midi 11 574348 / 230220           |              |
| 2410 | BW   | Datei hochladen                                                          | Mietvilla (um 1920) / Villa locative (environ 1920)                                                        | G   | Rue du Midi 9 574367 / 230227            |              |
| 2411 | BW   | Datei hochladen                                                          | Villa (1916) / Villa (1916)                                                                                | G   | Rue du Midi 7 574391 / 230236            |              |
| 2412 | ja   | Datei hochladen                                                          | Sekundarschulhaus (1913) / Ecole secondaire (1913)                                                         | G   | Rue du Midi 3 574457 / 230268            |              |
| 2444 | BW   | Datei hochladen                                                          | Ateliergebäude (1917) / Bâtiment d'atelier (1917)                                                          | G   | Grand-Rue 97, 97a 574822 / 230344        |              |
| 2513 | BW   | Datei hochladen                                                          | Interregionales Fortbildungszentrum (1987/1991) / CIP centre interrégional de perfectionnement (1987/1991) | G   | Chemin des Lovières 13 574519 / 229874   |              |
| 2670 | BW   | Datei hochladen                                                          | Mehrfamilienhaus (1918) / Immeuble d'habitation (1918)                                                     | G   | Rue de la Paix 15, 17 574485 / 230451    |              |
| 2932 | BW   | Datei hochladen                                                          | Bauernhaus (1664) / Ferme (1664)                                                                           | G   | Le Cernil 16 572510 / 231619             |              |
| 3475 | BW   | Datei hochladen                                                          | Ehemaliges Bauernhaus (17. Jh.) / anciennement ferme (17e s.)                                              | G   | Le Cernil 12 572499 / 231425             |              |

Hinweis zur Legende: Anstelle der KGS-Nummer wird als Objekt-Identifikator (ID) die Grundstücksnummer verwendet.